# Altenberger See
Der Altenberger See ist ein künstlich angelegter See in der Gemeinde Gerstungen im Wartburgkreis in Thüringen mit einer Fläche von 3,85 Hektar.

## Geographische Daten
Der Altenberger See liegt etwa zehn Kilometer südlich von Eisenach und etwa einen Kilometer südlich der Parkanlage des Jagdschlosses Wilhelmsthal in der Gemarkung Eckardtshausen, Gemeinde Gerstungen. Erreichbar ist der See über einen südlich von Wilhelmsthal, unweit der Taubeneller Mühle von der Bundesstraße 19 abzweigenden Weg.
Der See ist über einen Verbindungsgraben mit der Elte verbunden. Die maximale Tiefe beträgt etwa zwei Meter.

## Geschichte
Der Altenberger See wurde im 19. Jahrhundert als Stausee errichtet. Seit den 1950er Jahren befindet sich am Ufer ein Campingplatz. Der See gehörte in der DDR-Zeit zu den beliebtesten Ausflugszielen der Bewohner Eisenachs und wird bis heute touristisch genutzt.
In der Nacht vom 14. zum 15. Juni 1980 verursachte ein Tornado im oberen Bereich der Stärke F1 in der Umgebung des Sees schwere Schäden und forderte sechs Menschenleben. Weitere neun Personen wurden zum Teil schwer verletzt.